# Giovanni Battista Gaulli

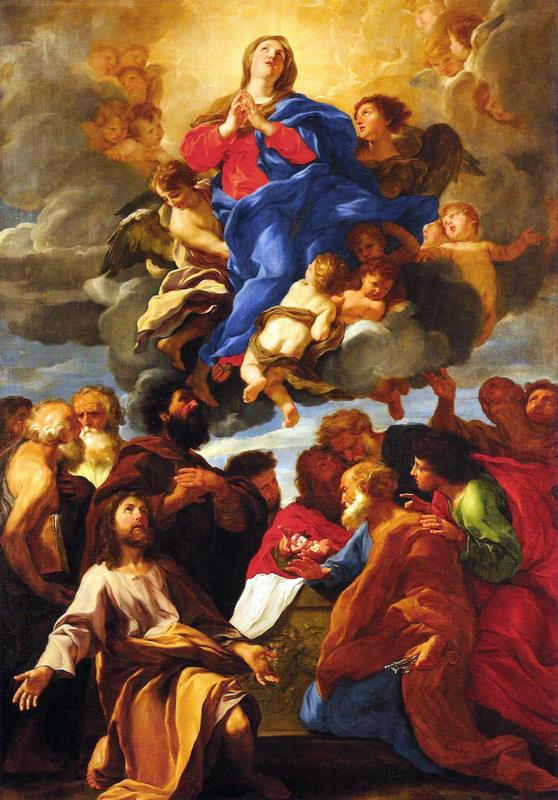
Ascensão de Nossa Senhora. Pintura de Baciccia (Museu da Casa Brasileira, São Paulo).

Giovanni Battista Gaulli, também chamado Baciccio, Il Baciccio ou Baciccia, foi um pintor italiano, nascido em Gênova em 1639 e falecido em Roma em 1709.
Depois de um aprendizado em Gênova, partiu para Roma em 1653 ou 1656 onde estudou o trabalho de Rafael e, especialmente, os de Pietro da Cortona. Tornou-se logo o escultor favorito do grande escultor e arquiteto Giovanni ou Gian Lorenzo Bernini. A partir de 1662 tornou-se membro da Academia de São Lucas e foi nomeado seu diretor em 1674. 
Baciccia se tornou famoso pelos afrescos (frescos) e retratos. Sua cor é quente, a luz bem tratada e há em sua obra um tratamento dramático da perspectiva que lhe permitia alcançar um estilo dinâmico que influenciou tanto os afrescos do Barroco romano quando mais tarde movimentos artísticos posteriores.

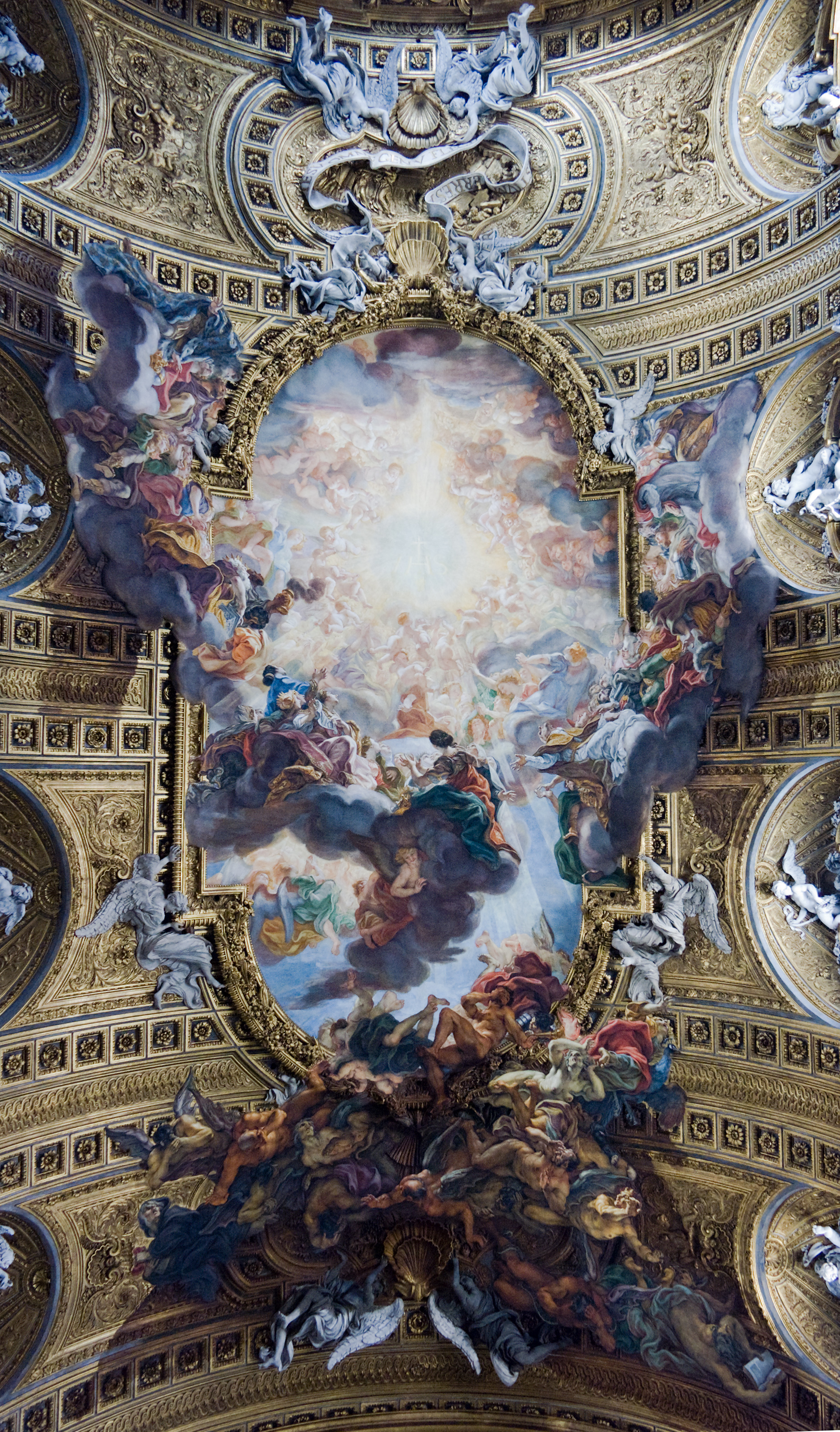
Triunfo do Nome de Jesus, de Giovanni Battista Gaulli, Igreja de Jesus (Roma).